# Scott Sundquist
Scott Sundquist foi o segundo baterista da banda Soundgarden. O único material gravado com ele foi a compilação Deep Six. A formação original tinha a banda como um trio, com Chris Cornell nas baterias.